# Collembola
I Collemboli o Oligoentomata sono un ordine di circa 7500 specie di Esapodi, in passato classificati come Insetti, in seguito iscritti alla classe degli Entognati (parafiletico), oggi considerati sottoclasse degli Hexapoda (Oligoentomata) ed iscritti al gruppo eterogeneo dei Paraentoma, insieme a Protura e Diplura, in opposizione agli Insetti veri e propri detti Euentoma.  Sono distinti in 4 sottordini:  Poduromorpha (Börner, 1913), Entomobryomorpha (Börner, 1913), Neelipleona (Massoud, 1971) e Symphypleona (Börner, 1901). Il termine Collembolo deriva dal greco antico e si compone di κόλλα "colla" col tema di ἐμβάλλω "scagliare" per l'addome che, come descriveremo sotto, nelle specie non ipogee è fornito di un tubo ventrale (colloforo) vischioso che può essere estroflesso per farlo aderire al substrato in combinazione con la furca, che agendo come una molla, imprime all’animale una controspinta che gli fa spiccare salti prodigiosi.

## Morfologia

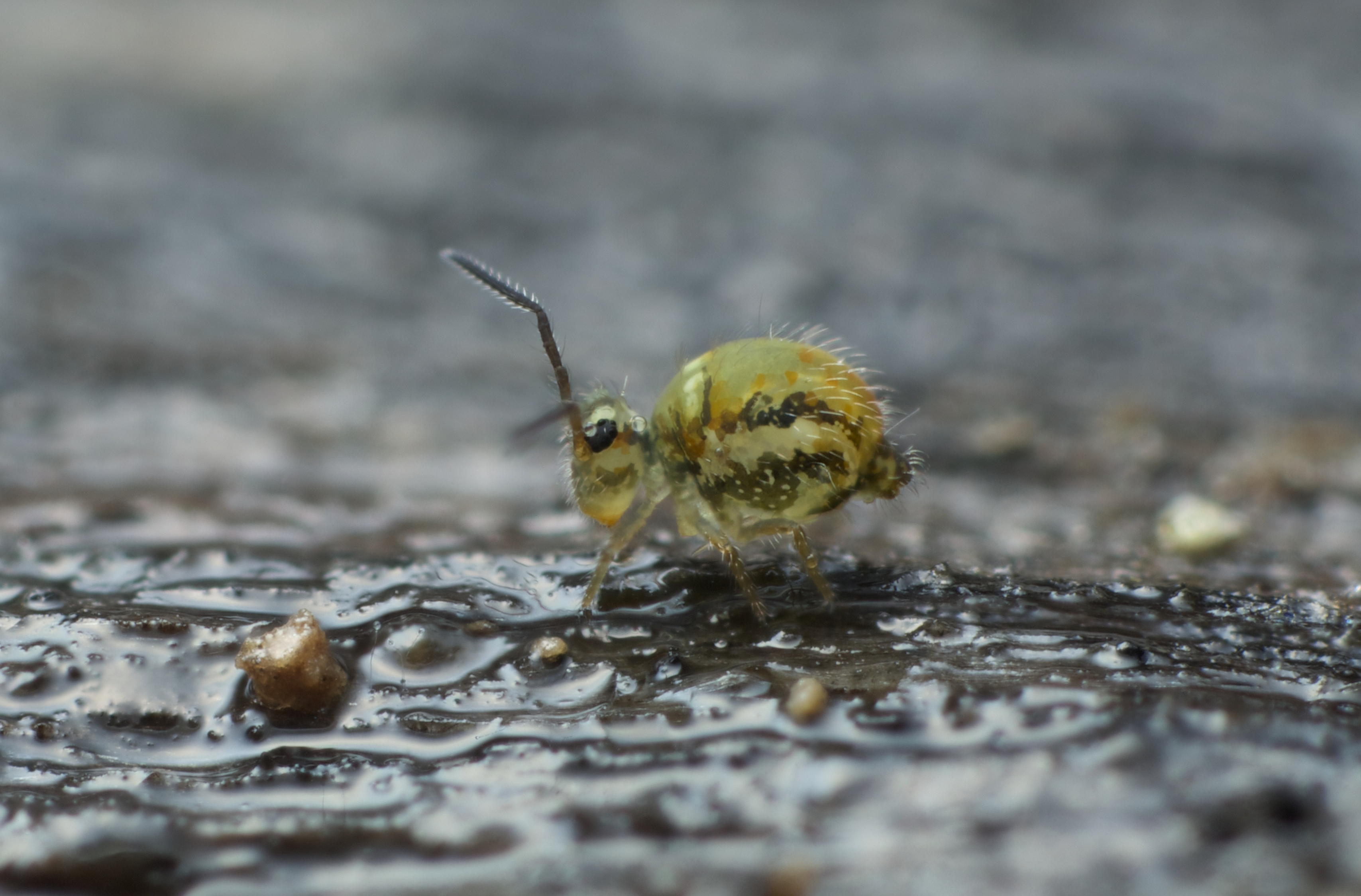
Collembolo sminthuridae

Sono sempre molto piccoli (solo in alcuni casi superano i 5 mm di lunghezza), spesso di colore pallido, con apparato boccale masticatore entognato, talora trasformato in succhiatore-perforante in seguito all'allungamento delle mandibole e delle mascelle. Nei Collemboli Neoarthropleona il labrum forma col labium un tubo conico che contiene mandibole e mascelle stiliformi con 2 palpi. Il labium porta anche 2 palpi, ma è privo di glosse e paraglosse, e l'ipofaringe porta lingue e superlingue lamellari. I Collemboli mancano di tubi malpighiani ed in alcuni gruppi mancano le trachee (respirazione tegumentale) e mancano armature genitali esterne. Il maschio produce spermatofori raccolti dalla femmina senza accoppiamento.
Le antenne sono segmentate, fra 4 e 6 articoli. Ogni antenna possiede una muscolatura, quindi le antenne si possono muovere in maniera indipendente l'una dall'altra.  Dietro le antenne hanno, caso unico fra gli esapodi, un organo sensoriale speciale detto organo di Tömösvary, di forma variabile e che percepisce stimoli chimici ambientali di vario genere, variazioni di pressione, umidità e vibrazioni. Sono senza occhi composti, ma con ocelli riuniti in due gruppi laterali oppure con un ocello frontale vestigiale.
L'addome è composto da 6 segmenti, i quali possono essere tutti distinti (negli Artropleoni) o parzialmente fusi (nei Sinfipleoni, dove i primi 4 sono fusi). Il primo urosternite porta un singolare tubo ventrale, detto colloforo (da cui deriva poi il nome dell'Ordine). Il colloforo permette la regolazione della pressione osmotica dell'organismo del collembolo (egli beve attraverso il tubo ventrale) e lo scambio di gas, grazie alla parete estremamente sottile del tubo che partecipa così alla respirazione cuticolare. Il colloforo ha anche funzioni di adesione al substrato.
Si spostano quasi tutti a salti. Sono provvisti, sulla faccia ventrale del V segmento addominale, di una appendice bifida ed elastica, la furca, che viene tenuta fissata sotto l'addome in posizione di riposo da un paio di appendici uncinate. Il salto che li caratterizza si realizza con lo sganciamento della furca dal tenacolo (una sorta di pinzetta presente sul terzo urosternite) e lo scatto all'indietro della furca stessa, con un funzionamento simile ad una molla. Il salto li può portare fino a 20mm di distanza.

## Sviluppo

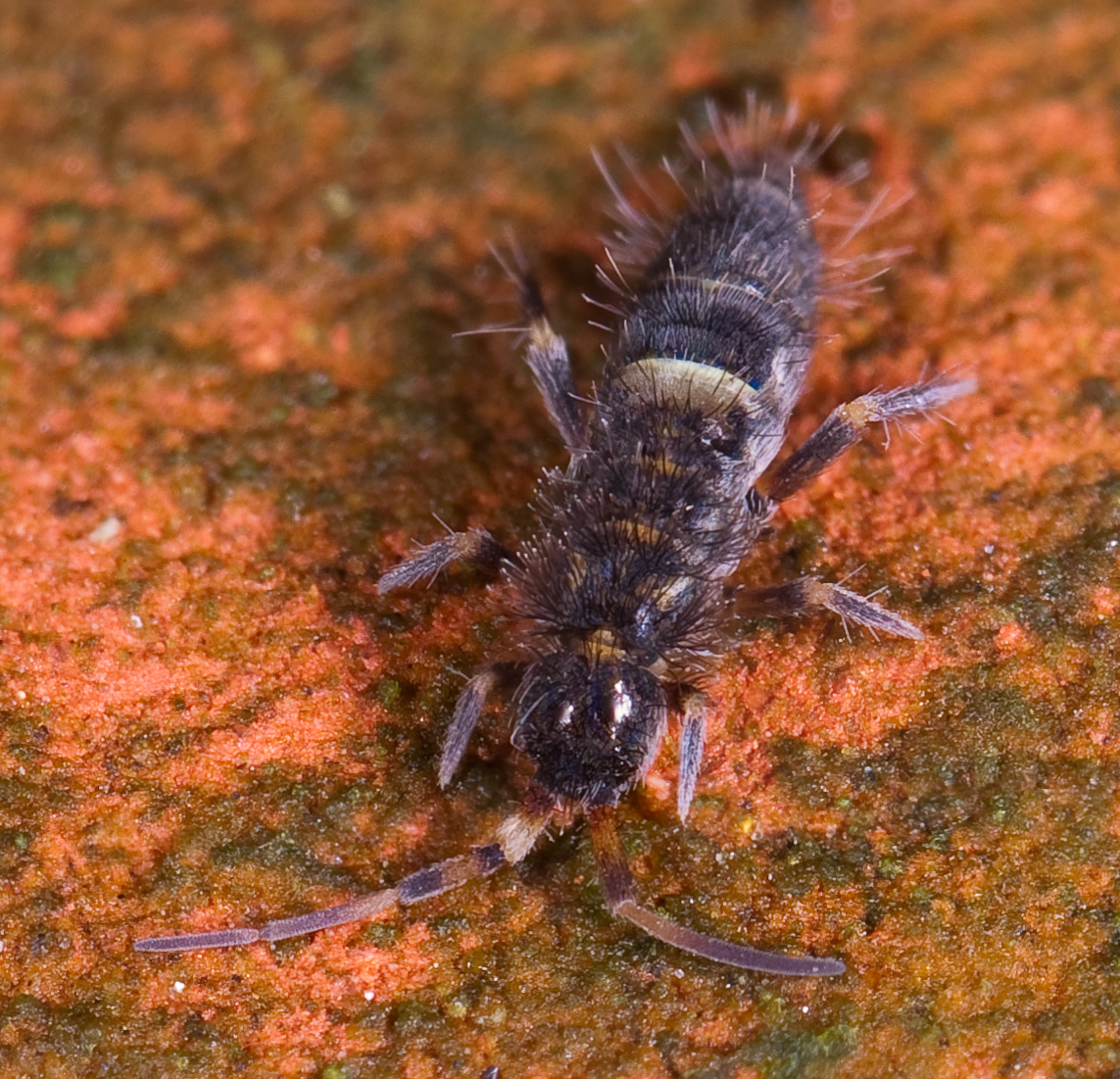
Orchesella cincta

I Collemboli sono oligometaboli, con mute che continuano anche nello stato di adulto.

## Biologia
I collemboli si nutrono di alghe, batteri, crittogame, polline e altro. 
È facile trovarli in grande quantità nella lettiera dei boschi, nelle praterie umide, nei vegetali in decomposizione, sulla neve, sui ghiacciai, nei nidi delle formiche, delle termiti e delle api, come anche in vere proprie colonie sotterranee scavate da essi stessi. La concentrazione può essere quindi grandissima, in un ettaro di prato possono essere presenti negli strati superficiali del terreno (di circa 15 cm) anche oltre 500 milioni di individui.
Sono diffusissimi in ogni regione, soprattutto in terreni ricchi di humus, alla cui formazione essi contribuiscono sensibilmente, ma anche in luoghi ove vi siano detriti umidi. Si contano circa 7 500 specie al mondo, delle quali 2 000 in Europa. Alcune specie vengono usate per controllare la fertilità dei campi agrari per la produzione agricola. Spesso si aggregano in  numero elevatissimo di molti milioni di individui in pochi metri quadrati. Si ritrovano persino sui ghiacciai a 6 000 m di altitudine. Alcune specie, che vivono sulla pellicola superficiale delle acque dolci, hanno di recente assunto una funzione speciale in quanto indicatori della qualità biologica delle acque fluviali. Alcune specie hanno abitudini mirmecofile o termitofile. Vi sono specie alpine che vivono anche oltre i 3 000 m, come la pulce dei ghiacciai (Isotoma saltans), collembolo piccolo e tozzo, di colore nerastro. Alcune specie sono marine, quali le Anurida, che si trovano nella zona di flusso e riflusso delle maree e nelle pozze di scogliera.
Alcuni Collemboli che vivono su piante in vegetazione, come lo Sminthurus viridis, provoca delle erosioni puntiformi sulle foglie e sono dannosi all'agricoltura.

## Classificazione

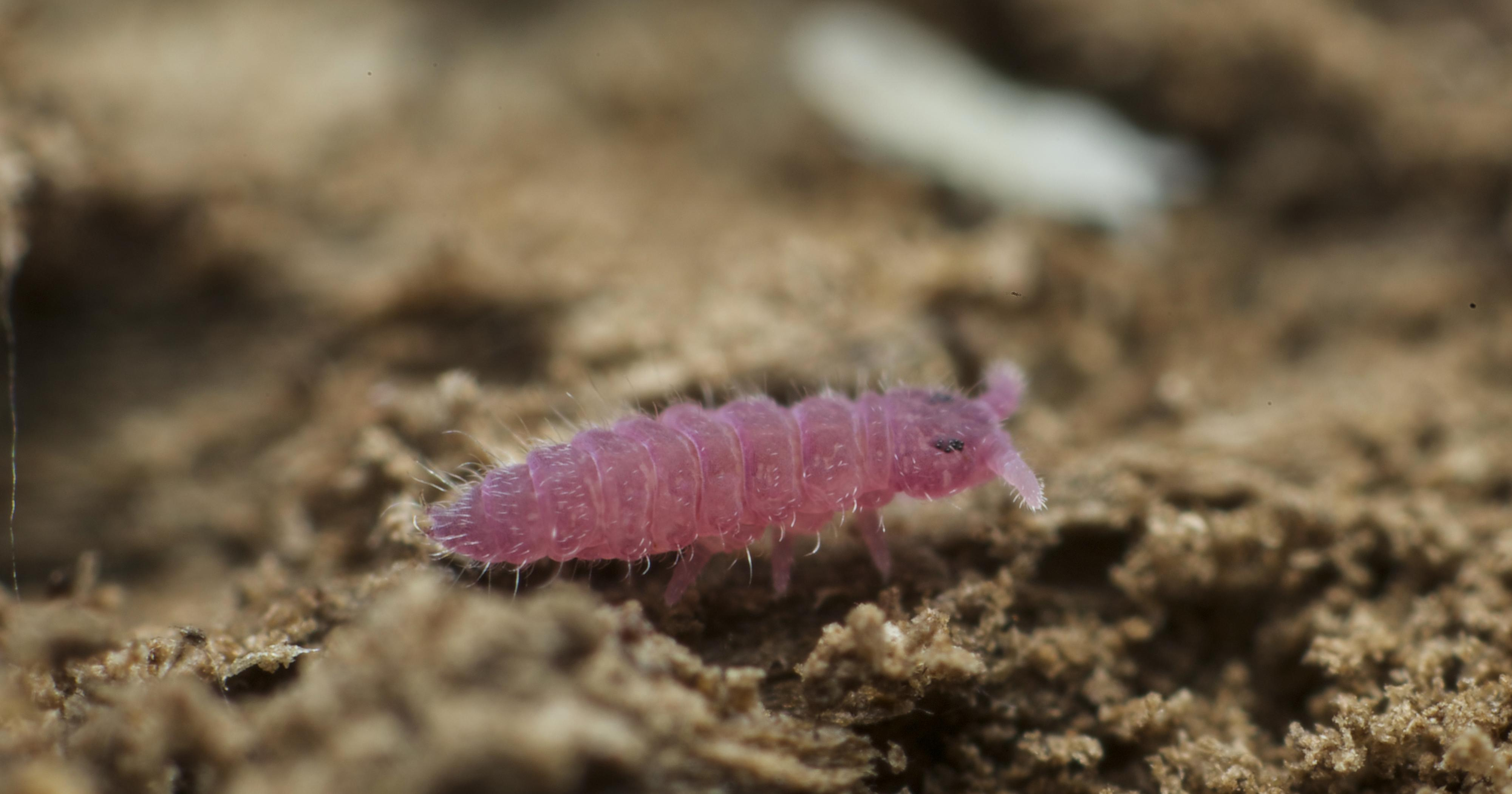
Tricanthella sp. (Poduromorpha)

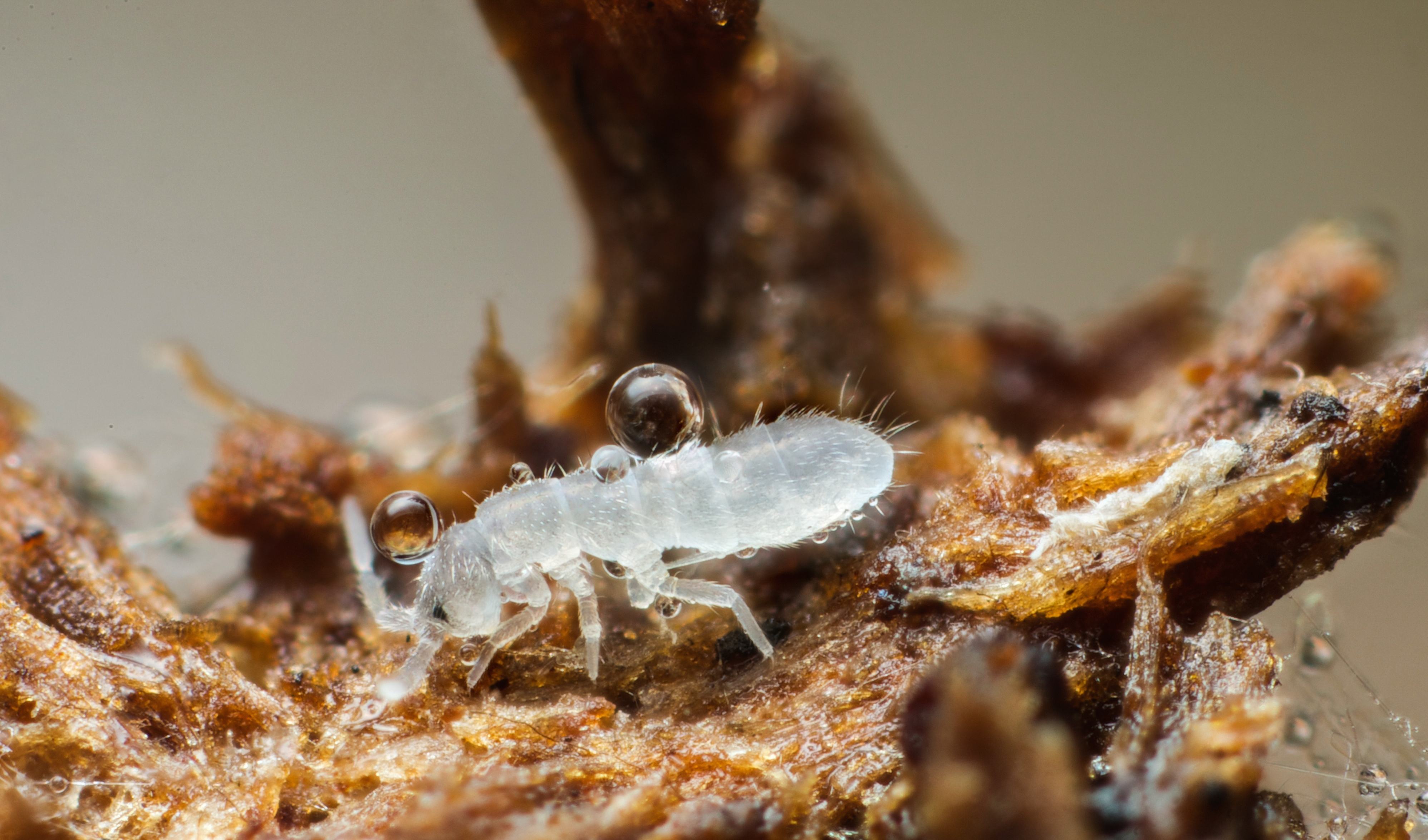
Proisotominae sp. (Entomobryomorpha)

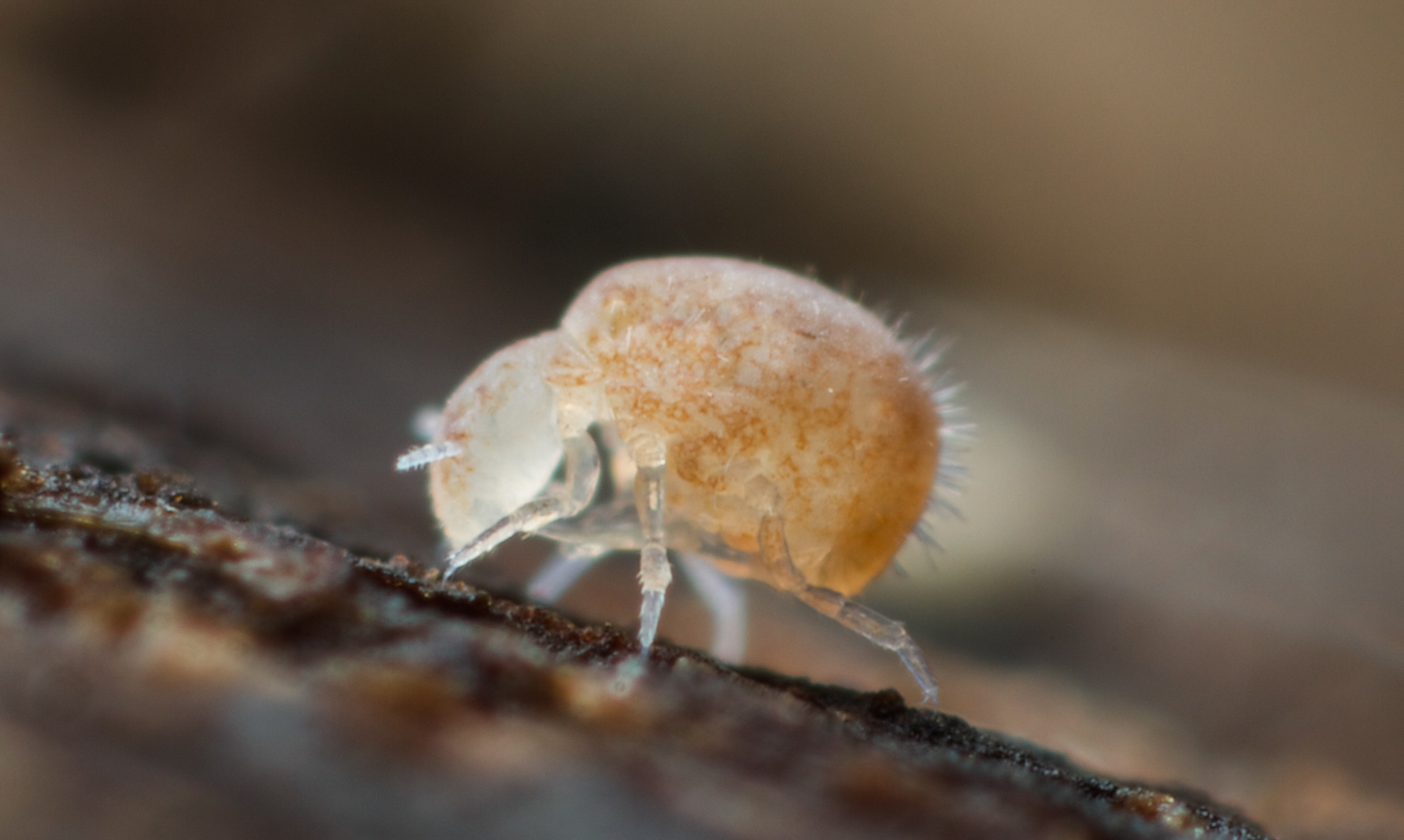
Neelus murinus (Neelipleona)

In passato i Collembola erano considerati insetti Apterigoti, ma oggi formano una classe separata, classificata sia come ramificazione degli Hexapoda (quindi una classe sorella degli Insecta), sia fra i Pancrustacea. I Collembola sono suddivisi in quattro ordini ed una trentina di famiglie. Tradizionalmente, erano distinti in 4 sottordini: Arthropleona, Neoathropleona, Metaxipleona e Simphypleona, occasionalmente anche Neelipleona. Allo stato attuale, solo due superfamiglie dei Arthropleona (Entomobryoidea e Poduroidea) e i Symphypleona formano tre gruppi monofiletici raggruppanti collemboli con capo prognato o subprognato, antenne inserite nella metà anteriore del capo, apparato boccale masticatore, mandibole (o area molare) e mascelle presenti, capo allungato e con la generalità dei segmenti distinti. Gli Arthropleona sono quindi cancellati dalle classificazioni moderne e le sue superfamiglie elevate al rango di ordini come Entomobryomorpha e Poduromorpha. Il termine "Neopleona" è sinonimo di Symphypleona + Neelipleona.

### Tassonomia
- Poduromorpha Börner, 1913
  - Neanuroidea Börner, 1901
    - Neanuridae Börner, 1901
    - Brachystomellidae Stach, 1949
    - Odontellidae Massoud, 1967

  - Poduroidea Latreille, 1804
    - Poduridae Latreille, 1804

  - Hypogastruroidea Börner, 1906 
    - Hypogastruridae Börner, 1906
    - Pachytullbergiidae Stach, 1954
    - Paleotullbergiidae Deharveng, 2004

  - Gulgastruroidea Lee & Thibaud, 1998
    - Gulgastruridae Lee & Thibaud, 1998

  - Onychiuroidea Lubbock, 1867
    - Onychiuridae Lubbock, 1867
    - Tullbergiidae Bagnall, 1935

  - Isotogastruroidea Thibaud & Najt, 1992
    - Isotogastruridae Thibaud & Najt, 1992
- Entomobryomorpha Börner, 1913
  - Tomoceroidea Schäffer, 1896 
    - Oncopoduridae Carl & Lebedinsky, 1905
    - Tomoceridae Schäffer, 1896

  - Isotomoidea Schäffer, 1896 
    - Isotomidae Schäffer, 1896
    - Actaletidae Börner, 1902
    - †Protentomobryidae Folsom, 1937

  - Entomobryoidea Schäffer, 1896
    - Microfalculidae Massoud & Betsch, 1966
    - Praentomobryidae Christiansen & Nascimbene, 2006
    - Entomobryidae Schäffer, 1896
    - Paronellidae Börner, 1913
    - †Oncobryidae Christiansen & Pike, 2002

  - Coenaletoidea Bellinger, 1985
    - Coenaletidae Bellinger, 1985

- Neelipleona Massoud, 1971
  - Neelidae Folsom, 1896
- Symphypleona Börner, 1901
  - Sminthuridoidea Börner, 1906
    - Mackenziellidae Yosii, 1961
    - Sminthurididae Börner, 1906

  - Katiannoidea Börner, 1913
    - Katiannidae Börner, 1913
    - Spinothecidae Delamare Deboutteville, 1961
    - Arrhopalitidae Stach, 1956
    - Collophoridae Bretfeld, 1999

  - Sturmioidea Bretfeld, 1994
    - Sturmiidae Bretfeld, 1994

  - Sminthuroidea Lubbock, 1862
    - Sminthuridae Lubbock, 1862
    - Bourletiellidae Börner, 1912

  - Dicyrtomoidea Börner, 1906
    - Dicyrtomidae Börner, 1906